# Kirsten Roelshøj
Kirsten Roelshøj gift Sell (6. marts 1935) var en dansk atlet medlem af AIK 95 som 1955 satte dansk rekord i femkamp med 2832 point og vandt 12 danske mesterskaber under kun tre sæsoner 1953-1955.

## Personlige rekorder
- 100 meter: 12,2 1955
- 200 meter: 26,3 1955
- 80 meter hæk: 12,1 1954
- Femkamp: 2866 point 1955

## Danske mesterskaber
- Guld 1953 200 meter 27,0
- Guld 1953 80 meter hæk 12,5
- Guld 1954 100 meter 12,7
- Guld 1954 200 meter 26,5
- Guld 1954 80 meter hæk 12,1
- Guld 1954 Femkamp 2632
- Guld 1954 4 x 100 meter 52,0
- Guld 1955 100 meter 12,4
- Guld 1955 200 meter 26.3
- Guld 1955 80 meter hæk 12,7
- Guld 1955 Femkamp 2866
- Guld 1955 4 x 100 meter 52,1

## Dansk rekord
- Femkamp : 2832 point 1955